# دراهونوف ویزد
دراهونوف ویزد (به چکی: Drahoňův Újezd) یک منطقهٔ مسکونی در جمهوری چک است که در ناحیه روکیتسانی واقع شده‌است. دراهونوف ویزد ۱۳٫۹۹ کیلومتر مربع مساحت و ۱۴۱ نفر جمعیت دارد و ۴۱۰ متر بالاتر از سطح دریا واقع شده‌است.